# La Livinière
La Livinière là một xã thuộc tỉnh Hérault trong vùng Occitanie phía nam nước Pháp. Xã này nằm ở khu vực có độ cao trung bình 153 mét trên mực nước biển. Dân số thời điểm năm 1999 là 588 người.

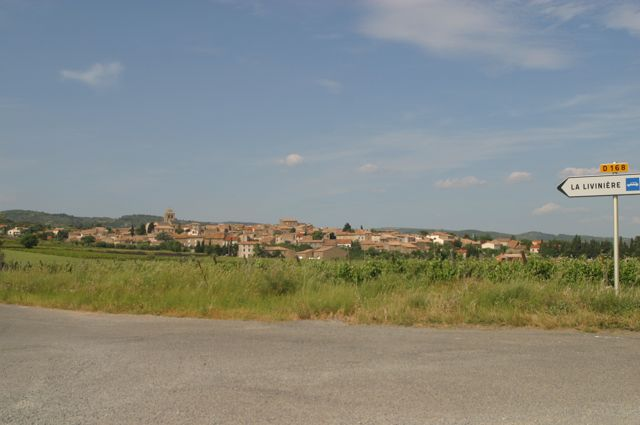